# Louis Baes (voetballer)
Ludovicus ‘Louis’ Baes (Brugge, 15 juni 1899 – Brugge, 10 september 1992) was een Belgische voetballer. Altijd trouw aan dezelfde club speelde hij van 1919 tot 1934 in de verdediging van Cercle Brugge. Hij nam deel aan 303 wedstrijden en scoorde 18 doelpunten. Baes overleed op 93-jarige leeftijd.

## Palmares
- Belgisch internationaal in 1924 (1 selectie)
- Kampioen van België in 1927 en 1930 met Cercle Brugge
- Winnaar van de Beker van België in 1927 met Cercle Brugge